# Festa da Uva

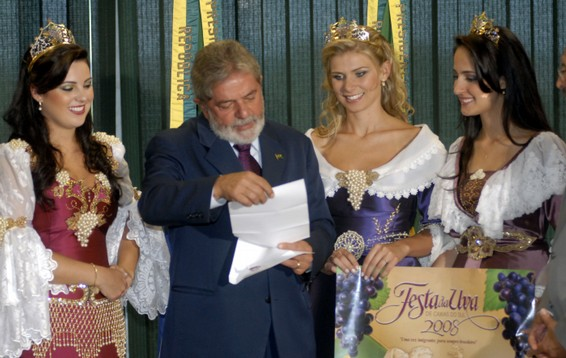
La festa dell'uva regina presso Caxias do Sul con il presidente Lula

La festa da uva ("festa dell'uva") è una celebrazione biennale del patrimonio e della cultura italiana nella città di Caxias do Sul, nello Stato di Rio Grande do Sul, nel sud del Brasile.

## Storia
La festa si tiene nel mese di febbraio ogni due anni (anni di numero pari) dal 1931 come festa del raccolto, nel periodo della vendemmia che cade in Brasile tra febbraio e marzo. Il promotore di questa ricorrenza è stato l'allora sindaco di Caxias do Sul, il colonnello Miguel Muratore. La festa è stata sospesa dal 1938 al 1949 a causa dell'instabilità economica della città e della regione, in parte dovuta agli effetti della seconda guerra mondiale.